# آخساکاداماخی
آخساکاداماخی (به لاتین: Akhsakadamakhi) یک منطقهٔ مسکونی در روسیه است که در شهرستان آگولسکی واقع شده‌است.